# The Global Experience

The Global Experience Logo

The Global Experience (vormals Solar Net International e.V.) ist eine internationale Non-Profit-Organisation, die sich im Bereich der globalen und entwicklungspolitischen Bildung und in sozialen und ökologischen Projekten engagiert.

## Geschichte
Der deutsche Verein The Global Experience e.V. wurde im Sommer 2005 (damals unter dem Namen „Solar Net International“) von einer Gruppe aus Schülern und Lehrern am Schillergymnasium Münster gegründet. Ziel der Gruppe war es, junge Menschen aus unterschiedlichen Ländern in Projekten zusammenzubringen und so den interkulturellen Dialog nachhaltig zu stärken. Bereits 2006 wurde der Verein auf lokaler Ebene mit dem entwicklungspolitischen Nord-Süd-Preis der Stadt Münster ausgezeichnet. Schon kurze Zeit später gelang es durch verschiedenste mediale Projekte, eine breite Öffentlichkeit über das Internet zu erreichen. Der Verein veröffentlichte auf seinem Youtube-Kanal unter anderem Videosprachkurse, die bei sprachbegeisterten Jugendlichen weltweit auf Resonanz stießen.
2011 benannte sich der Verein in Übereinkunft mit den Projektmanagern seines internationalen Netzwerkes, das zu diesem Zeitpunkt über 8000 registrierte Mitglieder aus 160 Nationen umfasste, in „The Global Experience“ um. Der neue Name sollte den Hauptzweck des Vereins, die Förderung des globalen Lernens und interkultureller Austauschprogramme, stärker in den Fokus rücken.

## Online-Community
Die positive Resonanz auf die Youtube-Angebote ermöglichte es The Global Experience, eine globale Online-Community über ein eigenes Webportal aufzubauen, auf der sich seither mehrere tausend Mitglieder aus über 150 Ländern registrierten.
Auf der Website präsentieren Schüler und Studenten aus aller Welt Berichte aus ihrem Alltag, diskutieren globale Themen und finden Angebote für interkulturelle Lernprogramme. Das Webportal wurde im Herbst 2011 in Graz mit dem World Summit Youth Award ausgezeichnet, der die besten Projekte weltweit zur Umsetzung der UN Millennium-Entwicklungsziele mit Hilfe digitaler Medien honoriert.

## Projekte und Aktivitäten
The Global Experience initiiert und fördert Projekte des Globalen Lernens und der Bildung für Nachhaltige Entwicklung. Neben diesen global ausgerichteten Projekten und Kampagnen, führen lokale GE Gruppen (neben Deutschland auch in Polen, Vietnam, Belgien, Kolumbien und Zimbabwe) eigenständige Projekte durch.
Seit 2005 organisiert der Verein regelmäßig Austauschfahrten zur Förderung der interkulturellen Verständigung. Im Februar 2006 publizierte die GE Jugendgruppe Münster gemeinsam mit den Partnerschülerinnen des Baumgartsbrunn Institutes for Domestic Sciences eine Interviewreihe zum Thema „Frauen in der deutschen und namibischen Gesellschaft“. Das Projekt wurde am 9. Mai 2006 durch Bundespräsident Horst Köhler mit dem Sonderpreis „Mädchenwelten“ der Welthungerhilfe ausgezeichnet.
Im Frühjahr 2007 produzierten Schüler und Studenten der Global Experience Gruppen Deutschland, Namibia und Polen in Namibia den Kinderfilm „About those two“ in der einheimischen Sprache Khoekhoegowab, der seither regelmäßig im Feiertagsprogramm des namibischen öffentlich-rechtlichen Fernsehsenders NBC gezeigt wird. Der Film wurde im Herbst 2007 im CINEMA in Münster uraufgeführt und gewann beim Schülerwettbewerb des Magazins FOCUS „Schule macht Zukunft“ den dritten Preis.
Seit 2007 führt der Verein gemeinsam mit seinen Partnern in Polen regelmäßig internationale Jugendkonferenzen durch, zu denen Schüler und Studenten aus aller Welt für zwei bis drei Wochen im Sommer in Deutschland und Polen zusammenkommen.
Im Sommer 2011 startete The Global Experience das Projekt „International Reporters“. Auf der Website www.internationalreporters.org berichtet ein Redaktionsteam von Schülern und Studenten aus 20 Nationen über Kulturthemen, Themen der Nachhaltigen Entwicklung sowie die soziale und politische Perspektiven von jungen Menschen in ihren Heimatländern. Das Projekt wurde im November 2011 im Rahmen des Kongresses WeltWeitWissen 2011 als Good Practice Projekt für Bildung für nachhaltige Entwicklung in Saarbrücken ausgezeichnet.

## Auszeichnungen
- Nord-Süd-Preis der Stadt Münster 2006
- UNICEF Junior Botschafter 2007[10]
- Dieter Baacke Preis 2008 (2. Preis)[11]
- Offizielles Projekt der UN Dekade Bildung für nachhaltige Entwicklung in Deutschland 2009/2010 und 2010/2011[12]
- Gewinner des World Summit Youth Award 2011 in der Kategorie Create your Culture[13]